# سایئونجی سانه‌اوجی
سایئونجی سانه‌اوجی (به ژاپنی: 西園寺実氏 Saionji Saneuji); ۱ ژانویهٔ ۱۱۹۴ – ۷ ژوئیهٔ ۱۲۶۹) دایجو دایجین، و شاعر، پسر سایئونجی کینتسونه در اوایل دوره کاماکورا، اهل ژاپن بود.